# Hercog
Hercog je priimek v Sloveniji, ki ga je po podatkih Statističnega urada Republike Slovenije na dan 1. januarja 2010 uporabljalo 389 oseb.  

## Znani  nosilci priimka
- Drago Hercog (*1950), elektrotehnik
- Polona Hercog (*1991), teniška igralka